# Miss Panamá

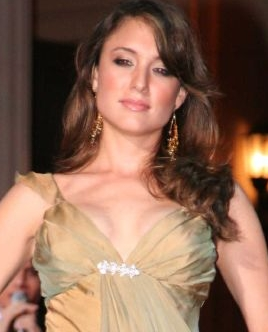
Stefanie de Roux, Señorita Panamá 2002.

Señorita Panamá o Miss Panamá è il titolo con cui viene identificata al rappresentante di Panama per i concorsi di bellezza internazionali come Miss Universo, Miss Mondo, Miss Terra e Miss International. Il primo concorso nazionale per scegliere la rappresentante panamense è stato Miss Panamá tenuto dal 1952 al 1987. Nel 1982 fu istituito Señorita Panamá che continua a essere organizzato ancora oggi. A questi concorsi, sono stati affiancati altri concorsi minori come Miss International Panamá e Miss Mondo Panamá.

## Miss Panamá(1952-1987)
Il concorso Miss Panamá è stato istituito nel 1952, quando l'assessorato al turismo nazionale invitò a selezionare una candidata per il concorso di Miss Universo. Nel 1977, Carolina Chiari rilevò i diritti del concorso e lo rese una trasmissione televisiva. La vincitrice del concorso veniva inviata a Miss Universo, mentre la seconda classificata a Miss Mondo, sino al 1980. L'ultima edizione di Miss Panamá si svolse nel 1987, anno in cui la nazione entrò in profonda crisi politica e finanziaria, che culminò con l'arresto del generale Manuel Antonio Noriega.

### Albo d'oro
| Anno      | Vincitrice              | Titolo ufficiale | Concorso internazionale | Piazzamento   | Note                                                                 |
| --------- | ----------------------- | ---------------- | ----------------------- | ------------- | -------------------------------------------------------------------- |
| 1952      | Elzibir Gisela Malek    | Miss Panamá      | Miss Universo           |               |                                                                      |
| 1953      | Emita Arosemena Zubieta | Miss Panamá      | Miss Universo           | Semifinalista |                                                                      |
| 1954      | Liliana Torre           | Miss Panamá      | Miss Universo           | Semifinalista |                                                                      |
| 1955–1963 |                         | Miss Panamá      | Miss Universo           |               | Il concorso fu cancellato per proteste delle associazioni cattoliche |
| 1964      | Maritza Montilla        | Miss Panamá      | Miss Universo           |               |                                                                      |
| 1965      | Sonia Inés Ríos         | Miss Panamá      | Miss Universo           |               |                                                                      |
| 1966      | Dionisia Broce          | Miss Panamá      | Miss Universo           |               |                                                                      |
| 1967      | Mirna Norma Castillero  | Miss Panamá      | Miss Universo           |               |                                                                      |
| 1970      | Berta López Herrera     | Miss Panamá      | Miss Universo           |               |                                                                      |
| 1971      | Gladys Isaza            | Miss Panamá      | Miss Universo           |               |                                                                      |
| 1973      | Janine Lizuaín          | Miss Panamá      | Miss Universo           |               |                                                                      |
| 1974      | Jazmín Nereida Panay    | Miss Panamá      | Miss Universo           | Semifinalista |                                                                      |
| 1975      | Anina Horta Torrijos    | Miss Panamá      | Miss Universo           |               |                                                                      |
| 1976      | Carolina Chiari         | Miss Panamá      | Miss Universo           |               |                                                                      |
| 1977      | Marina Valenciano       | Miss Panamá      | Miss Universo           |               |                                                                      |
| 1977      | Anabelle Vallarino      | 2ª classificata  | Miss Mondo              |               |                                                                      |
| 1978      | Diana Leticia Conte     | Miss Panamá      | Miss Universo           |               |                                                                      |
| 1979      | Yahel Dolande           | Miss Panamá      | Miss Universo           |               |                                                                      |
| 1979      | Lorelay de la Ossa      | 2ª classificata  | Miss Mondo              | Semifinalista |                                                                      |
| 1980      | Gloria Karamañites      | Miss Panamá      | Miss Universo           | Semifinalista |                                                                      |
| 1980      | Aurea Horta Torrijos    | 2ª classificata  | Miss Mondo              |               |                                                                      |
| 1981      | Ana María Henríquez     | Miss Panamá      | Miss Universo           |               |                                                                      |
| 1982      | Isora Moreno            | Miss Panamá      | Miss Universo           |               |                                                                      |
| 1983      | Elizabeth Bylan         | Miss Panamá      | Miss Universo           |               |                                                                      |
| 1984      | Cilinia Prada Acosta    | Miss Panamá      | Miss Universo           |               | Vincitrice Miss Asia Pacific 1987                                    |
| 1985      | Janett Vásquez          | Miss Panamá      | Miss Universo           |               |                                                                      |
| 1986      | Gilda García López      | Miss Panamá      | Miss Universo           |               | Best National Costume                                                |
| 1987      | Gabriela Deleuze Ducasa | Miss Panamá      | Miss Universo           |               |                                                                      |

## Miss Panamá(2011-presente)
Nel 2010 i diritti di rappresentare Panamá a Miss Universo e Miss Mondo sono stati rilevati dal concorso Miss Panamá.

### Albo d'oro
| Anno | Vincitrice                | Titolo ufficiale          | Rappresentanza | Concorso                | Piazzamento | Note                  |
| ---- | ------------------------- | ------------------------- | -------------- | ----------------------- | ----------- | --------------------- |
| 2011 | Sheldry Sáez Bustavino    | Miss Panamá Universe      | Herrera        | Miss Universo 2011      | Top 10      | Best National Costume |
| 2011 | Irene Núñez Quintero      | Miss Panamá World         | Veraguas       | Miss Mondo 2011         |             |                       |
| 2012 | Stephanie Vander Werf     | Miss Universe Panamá      | Panamá Centro  | Miss Universo 2012      |             |                       |
| 2012 | Maricely González Pomares | Miss World Panamá         | Bocas del Toro | Miss Mondo 2012         |             |                       |
| 2012 | Ana Lorena Ibáñez Carles  | Miss Earth Panamá         | Coclé          | Miss Terra 2012         |             |                       |
| 2012 | Karen Elena Jordán Beitia | Miss International Panamá | Chiriquí       | Miss International 2012 |             |                       |

## Señorita Panamá
Nel 1982 fu istituito un nuovo concorso di bellezza, creato da Channel 4 RPC ed intitolato Señorita Panamá. Le vincitrici del concorso rappresentarono Panama a Miss Mondo sino al 1989. Nel 1999 il concorso acquisì i diritti per Miss Universo, e così il concorso incoronò tre vincitrici: una per Miss Universo, una per Miss Mondo ed una terza per Miss Hispanidad dal 1990 al 1995, per Nuestra Belleza Internacional dal 1996 al 1997 e per Miss Asia Pacific dal 1998 al 2000. Alla fine il terzo titolo fu abolito.
Nel 2008 il concorso è stato ribattezzato Realmente Bella ed è diventato una sorta di reality show in cui dieci ragazze vivono insieme sotto l'occhio della telecamera e settimanalmente una viene eliminata dal pubblico. La vincitrice parteciperà a Miss Universo.

### Albo d'oro
| Anno | Vincitrice                           | Titolo ufficiale                  | Concorso internazionale       | Piazzamento          | Note                                                                                         |
| ---- | ------------------------------------ | --------------------------------- | ----------------------------- | -------------------- | -------------------------------------------------------------------------------------------- |
| 1982 | Lorena Moreno                        | Señorita Panamá                   | Miss Mondo                    |                      |                                                                                              |
| 1983 | Marissa Burgos Canalías              | Señorita Panamá                   | Miss Mondo                    | 5ª classificata      |                                                                                              |
| 1984 | Ana Luisa Sedda Reyes                | Señorita Panamá                   | Miss Mondo                    |                      | Miss Amity                                                                                   |
| 1985 | Diana Esther Alfaro Arosemena        | Señorita Panamá                   | Miss Mondo                    |                      |                                                                                              |
| 1986 | María Lorena Orillac Giraldo         | Señorita Panamá                   | Miss Mondo                    | Semifinalista        |                                                                                              |
| 1987 | María Cordelia Denis Urriola         | Señorita Panamá                   | Miss Mondo                    |                      |                                                                                              |
| 1989 | Gloria Stella Quintana               | Señorita Panamá                   | Miss Mondo                    |                      | Miss Hispanidad 1989                                                                         |
| 1990 | Liz Michelle De León Paz             | Señorita Panamá-Miss Universo     | Miss Universo                 |                      |                                                                                              |
| 1990 | Madelaine Leignadier Dawson          | Señorita Panamá-Miss Mundo        | Miss Mondo                    |                      |                                                                                              |
| 1990 | Ana Lucía Herrera                    | Señorita Panamá-Miss Hispanidad   | Miss Hispanidad               |                      |                                                                                              |
| 1991 | Ana Cecilia Orillac Arias            | Señorita Panamá-Miss Universo     | Miss Universo                 |                      |                                                                                              |
| 1991 | Malena Estela Betancourt Guillén     | Señorita Panamá-Miss Mundo        | Miss Mondo                    |                      |                                                                                              |
| 1991 | Janell Cosca Tovío                   | Señorita Panamá-Miss Hispanidad   | Miss Hispanidad               |                      |                                                                                              |
| 1992 | Giselle Amelia González Aranda       | Señorita Panamá-Miss Universo     | Miss Universo                 |                      |                                                                                              |
| 1992 | Michelle Marie Harrington Hasbún     | Señorita Panamá-Miss Mundo        | Miss Mondo                    |                      |                                                                                              |
| 1992 | Elsa Jiménez Jiménez                 | Señorita Panamá-Miss Hispanidad   | Miss Hispanidad               | Miss Hispanidad 1993 |                                                                                              |
| 1993 | María Sofía Velásquez                | Señorita Panamá-Miss Universo     | Miss Universo                 |                      |                                                                                              |
| 1993 | Aracelys Cogley Prestán              | Señorita Panamá-Miss Mundo        | Miss Mondo                    |                      |                                                                                              |
| 1993 | Taisa Reina Jaén                     | Señorita Panamá-Miss Hispanidad   | Miss Hispanidad               |                      |                                                                                              |
| 1994 | Michelle Sage Navarrete              | Señorita Panamá-Miss Universo     | Miss Universo 1995            |                      |                                                                                              |
| 1994 | Carmen Lucia Ogando Giono            | Señorita Panamá-Miss Mundo        | Miss Mondo 1994               |                      |                                                                                              |
| 1994 | Marilyn González                     | Señorita Panamá-Miss Hispanidad   | Miss Hispanidad               |                      |                                                                                              |
| 1995 | Reina Royo Rivera                    | Señorita Panamá-Miss Universo     | Miss Universo 1996            |                      |                                                                                              |
| 1995 | Marisela Moreno Montero              | Señorita Panamá-Miss Mundo        | Miss Mondo 1995               |                      |                                                                                              |
| 1995 | Patricia de León Barichovicht        | Señorita Panamá-Miss Hispanidad   |                               |                      | Partecipa a Miss Asia Pacific 1997                                                           |
| 1996 | Lía Victoria Borrero González        | Señorita Panamá-Miss Universo     | Miss Universo 1997            | Finalista            | Miss International 1998                                                                      |
| 1996 | Norma Elida Pérez Rodriguez          | Señorita Panamá-Miss Mundo        | Miss Mondo 1996               |                      |                                                                                              |
| 1996 | Amelie González Assereto             | Señorita Panamá-Nuestra Belleza   | Nuestra Belleza Internacional |                      |                                                                                              |
| 1997 | Tanisha Tamara Drummond Johnson      | Señorita Panamá-Miss Universo     | Miss Universo 1998            |                      |                                                                                              |
| 1997 | Patricia Aurora Bremner Hernández    | Señorita Panamá-Miss Mundo        | Miss Mondo 1997               |                      |                                                                                              |
| 1997 | Iris Avila Moreno                    | Señorita Panamá-Nuestra Belleza   | Nuestra Belleza Internacional |                      |                                                                                              |
| 1998 | Yamani Esther Saied Calviño          | Señorita Panamá-Miss Universo     | Miss Universo 1999            |                      |                                                                                              |
| 1998 | Lorena del Carmen Zagía Miró         | Señorita Panamá-Miss Mundo        | Miss Mondo 1998               |                      |                                                                                              |
| 1998 | Abimelec Rodríguez                   | Señorita Panamá-Miss Asia Pacific | Miss Asia Pacific             |                      |                                                                                              |
| 1999 | Analía Verónica Núñez Sagripanti     | Señorita Panamá-Miss Universo     | Miss Universo 2000            |                      |                                                                                              |
| 1999 | Jessenia Casanova Reyes              | Señorita Panamá-Miss Mundo        | Miss Mondo 1999               |                      |                                                                                              |
| 1999 | Marianela Salazar Guillén            | Señorita Panamá-Miss Asia Pacific | Miss Asia Pacific             | 2ª classificata      |                                                                                              |
| 2000 | Ivette María Cordovez Usuga          | Señorita Panamá-Miss Universo     | Miss Universo 2001            |                      |                                                                                              |
| 2000 | Ana Raquel Ochy Pozo                 | Señorita Panamá-Miss Mundo        | Miss Mondo 2000               |                      |                                                                                              |
| 2000 | Adriana Roquer Hidalgo               | Señorita Panamá-Miss Asia Pacific | Miss Asia Pacific             |                      |                                                                                              |
| 2001 | Justine Lissette Pasek Patiño        | Señorita Panamá-Miss Universo     | Miss Universo 2002            | Vincitrice           |                                                                                              |
| 2001 | Lourdes Cristina González Montenegro | Señorita Panamá-Miss Mundo        | Miss Mondo 2001               |                      |                                                                                              |
| 2002 | Stefanie de Roux Martín              | Señorita Panamá-Miss Universo     | Miss Universo 2003            | Semifinalista        | 5ª classificata a Miss Terra 2006                                                            |
| 2002 | Yoselín Sánchez Espino               | Señorita Panamá-Miss Mundo        | Miss Mondo 2002               |                      |                                                                                              |
| 2003 | Jessica Patricia Rodríguez Clark     | Señorita Panamá-Miss Universo     | Miss Universo 2004            |                      | Best National Costume                                                                        |
| 2003 | Melissa Piedrahita Meléndez          | Señorita Panamá-Miss Mundo        | Miss Mondo 2004               |                      | Top 20 Beach Beauty                                                                          |
| 2004 | Rosa María Hernández Cedeño          | Señorita Panamá-Miss Universo     | Miss Universo 2005            |                      |                                                                                              |
| 2005 | María Alessandra Mezquita Lapadula   | Señorita Panamá-Miss Universo     | Miss Universo 2006            |                      |                                                                                              |
| 2005 | Anna Isabella Vaprio Medaglia        | Señorita Panamá-Miss Mundo        | Miss Mondo 2005               |                      |                                                                                              |
| 2006 | Giselle Marie Bissot Kieswetter      | Señorita Panamá-Miss Mundo        | Miss Mondo 2006               |                      | Top 25                                                                                       |
| 2007 |                                      |                                   |                               |                      | Sorangel Matos, 4ª classificata nell'edizione 2005, rappresenta Panamá a Miss Universo 2007. |
| 2010 | Anyoli Amorette Abrego Sanjur        | Señorita Panama-Miss Universo     | Miss Universo 2010            |                      |                                                                                              |

## Realmente Bella Señorita Panamá
Nel 2008, una nuova produzione ha realizzato il concorso Realmente Bella in forma di reality show. Tuttavia l'esperimento non ebbe molto successo e fu cancellato dopo appena due edizioni.
| Anno | Vincitrice            | TItolo ufficiale                | Rappresentanza   | Concorso internazionale | Piazzamento        | Note                                                        |
| ---- | --------------------- | ------------------------------- | ---------------- | ----------------------- | ------------------ | ----------------------------------------------------------- |
| 2008 | Carolina Dementiev    | Realmente Bella Señorita Panamá | Distrito Central | Miss Universo 2008      |                    |                                                             |
| 2009 | Diana Patricia Broce  | Señorita Panamá - Miss Universo | Los Santos       | Miss Universo 2009      |                    | Best National Costume                                       |
| 2009 | Nadege Helena Herrera | Señorita Panamá - Miss Mundo    | Distrito Central | Miss Mondo 2009         | Sesta classificata | 1ª RU Beach Beauty, Top 12 Top Model, Top 12 Designer Dress |

## Miss Mondo Panamá
Nel 2007, l'agenzia Panama Talents, la stessa che organizza il concorso maschile Mr. Panamá, ha ottenuto i diritti per Miss Mondo. È quindi stato organizzato il concorso Miss Mondo Panamá per il 2007 ed il 2008. Nel 2009, Corporacion Medcom ha ripreso i diritti per Miss Mondo, la cui rappresentante viene scelta attraverso il reality show Realmente Bella. Dal 2010 una nuova organizzazione ha ottenuto i diritti di Miss Mondo, che viene selezionata attraverso il concorso Miss Mundo Panamá.

### Albo d'oro
| Anno | Vincitrice                      | Titolo ufficiale  | Concorso internazionale | Piazzamento | Note                                                             |
| ---- | ------------------------------- | ----------------- | ----------------------- | ----------- | ---------------------------------------------------------------- |
| 2007 | Shey Ling Him                   | Miss Mondo Panamá | Miss Mondo 2007         |             |                                                                  |
| 2008 | Kathia Kathiuska Saldaña Ortega | Miss Mondo Panamá |                         |             | 5ª classificata, Realmente Bella 2008 Non partecipa a Miss Mondo |
| 2010 | Paola Vaprio Medaglia           | Miss Mondo Panamá | Miss Mondo 2010         |             |                                                                  |

## Miss Terra Panamá
L'agenzia Physical Modelos ha avuto i diritti per Miss Terra dal 2002 al 2007. Tania Hyman's Models and Talents ha acquisito i diritti nel 2001, e di nuovo dal 2008 al 2009. La vincitrice è selezionata attraverso un concorso intitolato Bellezas Panamá.

### Albo d'oro
| Anno | Vincitrice               | Titolo ufficiale  | Piazzamento | Note                  |
| ---- | ------------------------ | ----------------- | ----------- | --------------------- |
| 2001 | Aliana Khan Zambrano     | Miss Terra Panamá |             |                       |
| 2002 | Carolina Miranda         | Miss Terra Panamá |             |                       |
| 2003 | Jessica Segui            | Miss Terra Panamá |             | Best National Costume |
| 2004 | Ingrid González          | Miss Terra Panamá |             | Ritirata              |
| 2005 | Rosemary Suárez          | Miss Terra Panamá |             |                       |
| 2006 | Stefanie de Roux         | Miss Terra Panamá | Finalista   |                       |
| 2007 | Nadege Herrera           | Miss Terra Panamá |             | Ritirata              |
| 2008 | Shassia Ubillús          | Miss Terra Panamá |             | Best National Costume |
| 2009 | Geraldine Higuera        | Miss Terra Panamá |             |                       |
| 2010 | Nicole Morrell           | Miss Terra Panamá |             |                       |
| 2011 | Marelissa Him Betancourt | Miss Terra Panamá |             |                       |
| 2012 | Ana Lorena Ibáñez Carles | Miss Terra Panamá |             |                       |

## Miss Panama International
Miss International è il quarto più importante concorso di bellezza internazionale. Alcune delegate panamensi vi hanno preso parte fra il 1960 ed il 2003.

### Albo d'oro
| Anno | Rappresentante                 | Piazzamento a Miss Internacional | Note                           |
| ---- | ------------------------------ | -------------------------------- | ------------------------------ |
| 1961 | Angela María Alcové            | Semifinalista                    | Best National Costume          |
| 1962 | Ana Cecilia Maruri             | 3ª classificata                  |                                |
| 1963 | Mariela Aguirre                |                                  |                                |
| 1964 | Gloria María Navarrete         |                                  |                                |
| 1965 | Silvia García                  |                                  |                                |
| 1971 | Betzabé Delgado                |                                  |                                |
| 1984 | Vielka Mariana Marciac         | Semifinalista                    | Miss Elegance                  |
| 1985 | Diana Marina Lau               |                                  |                                |
| 1986 | Nidia Esther Pérez             |                                  |                                |
| 1987 | Amarilis Aurelia Sandoval      |                                  |                                |
| 1988 | Xelmira del Carmen Tristán     |                                  |                                |
| 1989 | Jenia Mayela Nenzen            |                                  |                                |
| 1990 | Angela Patricia Vergara        |                                  |                                |
| 1991 | Jessica Inés Lacayo            |                                  |                                |
| 1992 | Lizbeth del Carmen Achurra     |                                  |                                |
| 1993 | Ismenia Isabel Velásquez       |                                  |                                |
| 1994 | Dinora Acevedo González        |                                  |                                |
| 1995 | Lorena Hernández Montero       |                                  |                                |
| 1996 | Betzy Janethe Achurra          |                                  |                                |
| 1998 | Lía Victoria Borrero González  | Vincitrice                       | Finalista a Miss Universo 1997 |
| 1999 | Blanca Elena Espinosa Tuffolon |                                  |                                |
| 2000 | Cristina Marie Sousa Broce     |                                  |                                |
| 2002 | Cristina Herrera               |                                  |                                |

### Miss International Panamá
Miss International è il quarto più importante concorso di bellezza internazionale. Alcune delegate panamensi vi hanno preso parte fra il 2004 ed il presente.

### Albo d'oro
| Anno | Titolo                            | Titolo Ufficiale          | Rappresenta    | Piazzamento      | Note                                                           |
| ---- | --------------------------------- | ------------------------- | -------------- | ---------------- | -------------------------------------------------------------- |
| 2004 | Anabella Hale Ruíz                | Miss International Panamá | Panamá Central |                  |                                                                |
| 2005 | Lucía Graciela Matamoros          | Miss International Panamá |                |                  |                                                                |
| 2006 | Mayte Sánchez González            | Miss International Panamá |                | 2ª classificata  | Best National Costume / 5ª classificata a Señorita Panamá 2004 |
| 2007 | Stephanie Araúz Shaw              | Miss International Panamá |                |                  |                                                                |
| 2008 | Alejandra Felicia Arias Rivera    | Miss International Panamá |                |                  |                                                                |
| 2009 | Joyce Fátima Marie Jacobi Samudio | Miss International Panamá | Chiriquí       | Top 15 Finalista |                                                                |
| 2010 | Michelle Ostler Cosme             | Miss International Panamá | Panamá Central |                  |                                                                |
| 2011 | Keity Mendieta Britton            | Miss International Panamá | Panamá Central | 5ª classificata  | Viceregina a Miss Panamá 2011                                  |
| 2012 | Karen Elena Jordán Beitia         | Miss International Panamá | Chiriquí       |                  |                                                                |